# Morpho helena
Morpho helena (лат.) — вид дневных бабочек из семейства нимфалид (Nymphalidae). Обитает во влажных тропических лесах Южной Америки в Перу. Размах крыльев от 7,5 до 10 см. Верхняя сторона обеих пар крыльев ярко-синего цвета с сильным металлическим переливом. Около основания заднего крыла проходит белая полоса, на переднем крыле переходящая в ряд белых пятен.
Многими авторами рассматривается в качестве подвида вида Morpho rhetenor. Выделяют 2 подвида:
- Morpho helena chrysides Fruhstorfer, 1913[4]
- Morpho helena demissa Stichel, 1936[5]